# San Miguel Residencial Rancho
San Miguel Residencial Rancho är en ort i Mexiko.   Den ligger i kommunen Jesús María och delstaten Aguascalientes, i den centrala delen av landet, 400 km nordväst om huvudstaden Mexico City. San Miguel Residencial Rancho ligger 1 872 meter över havet och antalet invånare är 321.
Terrängen runt San Miguel Residencial Rancho är platt åt sydost, men åt nordväst är den kuperad. Runt San Miguel Residencial Rancho är det tätbefolkat, med 459 invånare per kvadratkilometer. Närmaste större samhälle är Aguascalientes, 8,9 km söder om San Miguel Residencial Rancho. Trakten runt San Miguel Residencial Rancho består till största delen av jordbruksmark.